# Stade municipal Massami-Uriu
Le stade municipal Massami-Uriu (en portugais : Estádio Municipal Massami Uriu), également connu sous le nom de Gigante do Norte et surnommé le Gigantão, est un stade de football brésilien situé dans la ville de Sinop, dans l'État du Mato Grosso.
Le stade, doté de 13 000 places, sert d'enceinte à domicile à l'équipe de football du Sinop Futebol Clube.
Le stade porte le nom de Massami Uriu, personnalité brésilo-japonaise locale.